# 博库泽
博库泽（法語：Beaucouzé，法語發音：[bokuze] ⓘ）是法国曼恩-卢瓦尔省的一个市镇，属于昂热区。

## 地理
博库泽（47°28'32"N, 0°37'58"W）面积19.34 平方千米，位于法国卢瓦尔河地区大区曼恩-卢瓦尔省，该省份为法国西部内陆省份，大致对应安茹地区，北起顺时针与马耶讷省、萨尔特省、安德尔-卢瓦尔省、维埃纳省、德塞夫勒省、旺代省、大西洋卢瓦尔省和伊勒-维莱讷省接壤。
与博库泽接壤的市镇（或旧市镇、城区）包括：昂热、布什曼恩、圣朗贝尔拉波特里、阿夫里耶、圣莱热德利尼耶尔、安茹地区隆格内。

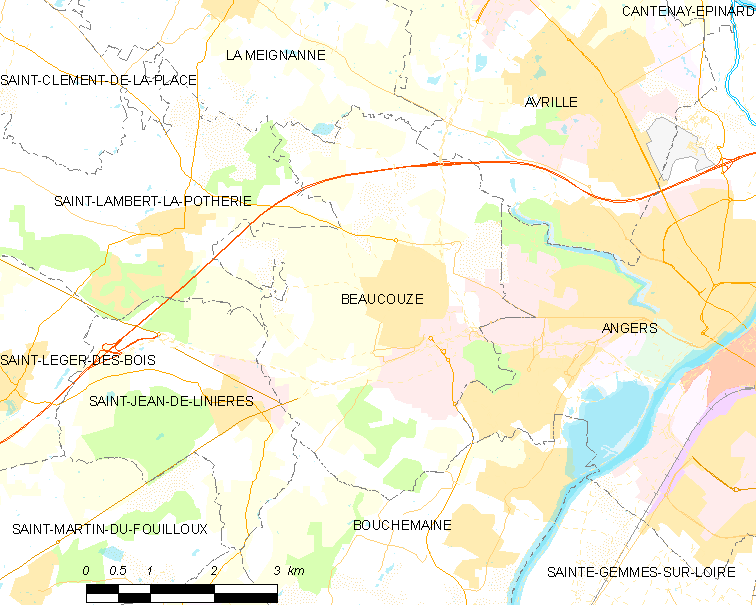
博库泽的OSM定位图

博库泽的时区为UTC+01:00、UTC+02:00（夏令时）。

## 行政
博库泽的邮政编码为49070，INSEE市镇编码为49020。

## 政治
博库泽所属的省级选区为昂热第三县。

## 人口

1962-2008年间博库泽人口变化图示

博库泽于2022年1月1日时的人口数量为5618人。